# アレクシス・ジーナ
アレクシス・ジーナ（Alexis Dziena 1984年7月8日- ）は、アメリカ合衆国の女優。

## 略歴
イタリア、アイルランド、ポーランド系。

## 主な出演作品

### 映画
- アン・ハサウェイ/裸の天使 Havoc (2005)
- ブロークン・フラワーズ Broken Flowers (2005)
- フールズ・ゴールド/カリブ海に沈んだ恋の宝石 Fool's Gold (2008)
- キミに逢えたら! Nick and Norah's Infinite Playlist (2008)
- チェイシング/追跡 Tenderness (2009)
- みんな私に恋をする When in Rome (2010)

### テレビ
- LAW & ORDER:性犯罪特捜班 Law & Order: Special Victims Unit (2003)
- ロー&オーダー Law & Order (2003)
- invasion -インベイジョン- Invasion (2005-2006)
- アントラージュ★オレたちのハリウッド Entourage (2009)

## 参照
1. ↑  Alexis Dziena Interview, Fool's Gold - MoviesOnline